# Nucleo (economia)
Il nucleo (core) è l'insieme delle allocazioni realizzabili che non può essere migliorato da un sottoinsieme (una coalizione) di consumatori di un'economia. Esso è una generalizzazione del concetto di insieme paretiano, dato che, se l'allocazione appartenente al nucleo non fosse efficiente nel senso di Pareto, potrebbe essere migliorata dalla coalizione formata dall'insieme di tutti gli agenti.
Formalmente, si dice che un'allocazione realizzabile {\displaystyle \mathbf {x} } appartiene al nucleo dell'economia se non può essere migliorata da nessuna coalizione. Ovvero se non esiste un'allocazione {\displaystyle \mathbf {x} '} tale che:
{\displaystyle \sum _{i\in S}\mathbf {x} '_{i}=\sum _{i\in S}{\boldsymbol {\omega }}_{i}};
e
{\displaystyle \mathbf {x} '_{i}\succ _{i}\mathbf {x} _{i}} per ogni {\displaystyle i\in S}.